# Martin Klapper
Martin Klapper (Praag, 12 oktober 1963) is een Tsjechische muzikant en multimedia-artiest.

## Biografie
Klapper begon een muzikale carrière als saxofonist, later gebruikte hij ook mechanisch en elektrisch speelgoed, zelfgemaakte en speelgoedinstrumenten. Sinds begin jaren 1980 was hij actief als experimenteel musicus. In 1981 werd hij lid van de undergroundgroep Der Die Das Elektrische Messer...Was?, wiens werk ernstig werd gehinderd door overheidsinstanties. Als saxofonist speelde hij in de hardcore punkband A/64 uit 1983. In 1984 was hij medeoprichter van het experimentele trio Alfred Stratka, met wie hij verschillende muziekcassettes opnam.
In hetzelfde jaar emigreerde hij naar Denemarken. Van hieruit ging hij op concertreizen naar vele Europese landen en de Verenigde Staten. Zijn talrijke muzikale partners waren onder meer Derek Bailey, Steve Beresford, Pierre Dørge, Johannes Bergmark, Chris Burn, John Butcher, Don Byron, Rex Caswell, Mikolás Chadima, Eugene Chadbourne, Sture Ericson, Anna Homler, Jim Denley, Mihail Dresch, de Giessen Improvisers Pool, Mats Gustafsson, Erhard Hirt, Tim Hodgkinson, John Jasnoch, Catherine Jauniaux, Thomas Lehn, Radu Malfatti, Hugh Metcalfe, Phil Minton, Jeffrey Morgan, Ikue Mori, Herman Müntzing, Evan Parker, Rik Rue, John Russell, Hans Schneider, Robyn Schulkowsky, LaDonna Smith, Amanda Stewart, Raymond Strid, John Tchicai, Pat Thomas, Phil Wachsman, Matt Wand en het improvisatie-ensemble Wiesbaden. Hij werkte jarenlang als duo met Jindřich Biskup.
Tijdens een toer door de Verenigde Staten in 1995 trad hij ook op in de New Yorkse Knitting Factory. In 1998 was hij te gast op een muziekfestival in Melbourne. Het jaar daarop nam hij het album Snapshots op met trompettist Birgit Ulher en bassist Jürgen Morgenstern. Eveneens eind jaren 1990 werd het album Recent Croaks gemaakt met de Britse percussionist Roger Turner. Sinds midden jaren 1990 is Klapper ook actief als filmmaker en betrokken bij film- en multimediaprojecten van andere artiesten.